# منطقة ثقافية
المنطقة الثقافية (بالإنجليزية: Cultural area)‏ أو المجال الثقافي (بالإنجليزية: Cultural sphere)‏ مصطلح يُشير في علمي الأنثروبولوجيا والجغرافيا إلى منطقة جغرافية متصلة بنشاط بشري واحد مُتجانس نسبيًا أو بمجموعة أنشطة - عادات، تقاليد وقيم - أصبحت تُعرف على أنها تكوّن ثقافة موحّدة. وغالبًا ما ترتبط هذه الجماعات البشرية المُتجانسة بمجموعة إثنية لغوية إضافة إلى ارتباطها بأرض جغرافية مُحدّدة، إلّا أن حدودها ثقافيًا لا تقتصر جغرافيًا عند حدود دولة قومية أو تقسيمات إدارية وُضِعت بناء على خلفيات سياسية أو اقتصادية فرعية للدولة، بل تتعدّاها إلى مناطق مجاورة لها أصبحت تُعرف بمناطق النفوذ الثقافي. وتختلف حدود المنطقة الثقافية باختلاف التصنيفات التي وضعت لها، فحدود المنطقة الثقافية الدينية مختلفة عن حدود المنطقة الثقافية الفلكلورية، كما يلعب كل من اللباس أو البناء المعماري أو اللغة دوره في تحديد شكل وحدود المنطقة الثقافية. من جهة أخرى تختلف المناطق الثقافية عن الدوائر الثقافية (بالإنجليزية: Kulturkreis)‏.